# Francisco Pimentel y Heras Soto
Francisco Javier Pimentel y Heras Soto (Aguascalientes, Zacatecas —actual estado de Aguascalientes—, 2 de diciembre de 1832 - Ciudad de México, 14 de diciembre de 1893) fue un escritor, historiador, lingüista, indigenista y académico mexicano. Fue heredero de los títulos de conde de Heras y vizconde de Queréndaro, pues su madre era Mariana Heras Soto, la hija del conde.

## Semblanza biográfica
Sus padres fueron Tomás López Pimentel —diputado, senador y condecorado por Antonio López de Santa Anna y Maximiliano de Habsburgo— y Mariana Heras Soto. Desde 1834 se trasladó a la Ciudad de México en donde realizó sus estudios. Fue regidor y secretario del Ayuntamiento de México. Durante el desarrollo del Segundo Imperio Mexicano fue prefecto político, pero renunció a su cargo. Colaboró para el periódico satírico La Orquesta.
En 1875, fue uno de los fundadores de la Academia Mexicana de la Lengua, ingresó el 11 de septiembre y ocupó la silla IX como  miembro de número. Presidió el Liceo Hidalgo, recibió un reconocimiento por sus estudios de lingüística y de filología por la Académie des sciences de Francia. Recibió un reconocimientos por parte de la Sociedad Mexicana de Geografía y Estadística y por parte del Instituto Smithsoniano de Washington D. C.. En 1885 escribió Historia crítica de la poesía en México, la cual fue editada en 1892 y fue considerada por Luis G. Urbina como una obra de gran utilidad para la investigación literaria de México.
Sin embargo, fue un duro crítico de la poesía de sor Juana Inés de la Cruz debido a que era seguidor de la corriente antigongoriana y anticonceptista. Por otra parte, también fue crítico de Ignacio Ramírez y de Manuel Acuña. Pimentel sufrió un descrédito por las críticas que realizó a sus contemporáneos y por su posición política, pues al apoyar al régimen imperial sufrió la animadversión de otros literatos. Algunos otros como Ignacio Manuel Altamirano y José María Vigil sí reconocieron su trabajo. Altamirano y Pimentel coincidieron en varias ideas para desarrollar la literatura mexicana, pero discreparon en sus puntos de vista, pues el primero era liberal y el segundo conservador. A pesar de que Pimentel realizó grandes aportes para el estudio de las lenguas indígenas, no conoció esa literatura y pronosticó de forma equivocada su pronta desaparición.
En el plano internacional, catalogó como "depravada" a la literatura francesa de Eugène Sue, Victor Hugo y Émile Zola. Fue admirador de la Estética de Hegel y concordó con las ideas filosóficas de Friedrich Schlegel y Johann Gottlieb Fichte. Se casó con María Gómez Fagoaga, con quien tuvo dos hijos: Jacinto y Fernando, este último presidente del Ayuntamiento de México y director del Banco Central.

## Obras
Escribió los capítulos "Texcoco", "Michoacán" y "Toltecas" para el Diccionario universal de historia y geografía. Detectó un error de Francisco Xavier Clavijero que había sido asimilado por Alexander von Humboldt, y William H. Prescott. Sus obras completas, fueron editadas por sus hijos Jacinto y Fernando, y prologadas por Francisco Sosa Escalante, entre ellas se encuentran:
- Cuadro descriptivo y comparativo de las lenguas indígenas de México
- Lingüística. Discursos y disertaciones
- Tratado de filología mexicana
- Memoria sobre las causas que han originado la situación actual de la raza indígena de México y medios de remediarla[7]
- La economía política aplicada a la propiedad territorial en México
- Impugnación al discurso sobre la poesía erótica de los griegos
- El reino de Michoacán
- Los toltecas
- La monarquía de Texcoco
- Las fábulas de don José Rosas
- Safo
- Breve impugnación a la censura que de la "Historia crítica de la literatura y de las ciencias de México" hizo don Francisco Gómez Flores
- Breves observaciones a los escritos de don Marcelino Menéndez y Pelayo, relativos a autores mexicanos
- Algunas observaciones contra el espiritismo, hechas verbalmente en el Liceo Hidalgo
- Descripción sinóptica de algunos idiomas indígenas de la República mexicana
- Historia crítica de la poesía en México
- Novelistas y oradores mexicanos
- La colonización negra